# Ginger (Vorname)
Ginger ist ein weiblicher wie auch männlicher Vorname.

## Herkunft und Bedeutung
Der Name bedeutet Ingwer, was ein Gewürz ist, und kommt aus dem Englischen. Der Name fungiert aber auch als Spitzname für Personen mit rötlich-brauner Haarfarbe und stellt auch eine Nebenform von Virginia dar. 
Als männlicher Vorname ist er keine Ableitung von Virginia, sondern hat dann lediglich die Bedeutung Ingwer.

## Varianten
als eine Form von Virginia
- Virginia
- Virginie
- Geena
- Gina
- Gini
- Ginia
- Ginga
- Ginny

## Namensträger
- Ginger Baker (eigentlich Peter Edward Baker; 1939–2019), britischer Schlagzeuger
- Ginger Fish (eigentlich Kenneth Robert Wilson; * 1965), US-amerikanischer Schlagzeuger
- Ginger Lynn (* 1962), US-amerikanische Pornodarstellerin und Schauspielerin
- Ginger Rogers (eigentlich Virginia Katherine McMath; 1911–1995), US-amerikanische Schauspielerin

## Namensträger aus Literatur und Film
- Ginger und Fred, eine Filmsatire von Federico Fellini
- Ginger & Rosa, ein Filmdrama von Sally Potter
- Ginger Snaps, ein Horrorfilm aus dem Jahr 2000
- Gingers Welt, eine Cartoonserie